# Gina Torrealva
Gina Torrealva Toledo (Pisco, 16 de novembre de 1961) és una exjugadora de voleibol peruana. Competí a tres Jocs Olímpics (1980, 1984, 1988) i aconseguí la medalla d'argent als Jocs Olímpics de Seúl 1988.
Recepcionista-atacant, competí a la Divisió Superior Nacional de Voleibol amb el Santa Rosa Pisco, Ministerio de Transportes y Comunicación, Universitat San Martín (1982-1986, 1988-89), Alianza Lima (1991-92), amb el qual es proclamà campiona de Lliga, i Sipesa Juventus (1993-94). També competí a la Sèria A italiana amb el Teodora Ravenna (1987-88), guanyant la Lliga i la primera Copa d'Europa d'un equip italià a la competició, i Primizia Faenza.
Internacional amb la selecció peruana de voleibol en categories inferiors, es proclamà subcampiona del Món sub-21 (1981) i campiona Sud-americana sub-18 (1978). Amb la selecció absoluta competí entre 1979 i 1988 i fou membre del combinat nacional que aconseguí la majoria dels èxits internacionals. Competí als Jocs Olímpics de Moscou 1980 (6a posició), Los Angeles 1984 (4a posició) i Seúl 1988 (medalla d'argent). Disputà també dos campionats del Món, on guanyà una medalla d'argent (1982), i una de bronze (1986). A nivell continental, aconseguí dos subcampionats (1979, 1987) i una medalles de bronze (1983) als Jocs Panamericans i es proclamà campiona Sud-Americana en quatre ocasions (1979, 1983, 1985, 1987).
Després de la seva retirada esportiva, ha dirigit la selecció de voleibol peruana en categories de formació, destacant la medalla d'argent que aconseguí al subcampionat Sud-americà sub-17 de 2019.

## Palmarès
Clubs
- 1 Copa de Campions de voleibol femenina (1987-88)
- 1 Lliga italiana de voleibol femenina (1987-88)
- 1 Lliga peruana de voleibol femenina (1991-92)

Selecció peruana
- 1 medalla d'argent als Jocs Olímpics de Seúl 1988
- 1 medalla d'argent als Campionats del Món de voleibol femení (1982)
- 1 medalla de bronze als Campionats del Món de voleibol femení (1986)
- 2 medalles d'argent als Jocs Panamericans (1979, 1987)
- 1 medalla de bronze als Jocs Panamericans (1983)
- 4 medalles d'or als Campionats Sud-americans de voleibol femení (1979, 1983, 1985, 1987)
- 1 medalla d'argent als Campionats Sud-americans de voleibol femení (1981)